# 下山洞遗址
下山洞遗址，位于中国广东省云浮市罗定市草塘镇下山儿岭村，为一处新石器时代古遗址，公布时间为1994年6月8日。
该遗址出土智人桡骨化石和大量灵长类动物化石等化石，其中最有价值的为岭南首次发现的巨羊、扬子鳄化石以及大量猩猩、长臂猿牙齿化石。